# Сахарный тростник дикий
Сахарный тростник дикий (лат. Saccharum spontaneum) — вид однодольных растений рода Сахарный тростник (Saccharum) семейства Злаки (Poaceae). Таксономическое название было впервые опубликовано шведским систематиком Карлом Линнеем в 1771 году.

## Распространение и среда обитания
Растение-космополит. Встречается в Китае, Афганистане, Бутане, Камбодже, Индии, Индонезии, Японии, Малайзии, Мьянме, Пакистане, на Филиппинах, в Шри-Ланке, Таиланде, Туркмении, Вьетнаме, Австралии, а также в Африке, юго-западной Азии и островах Тихого океана. Типовой экземпляр собран в Индии.
Растёт группами по горным склонам, руслам рек, среди других трав.

## Ботаническое описание

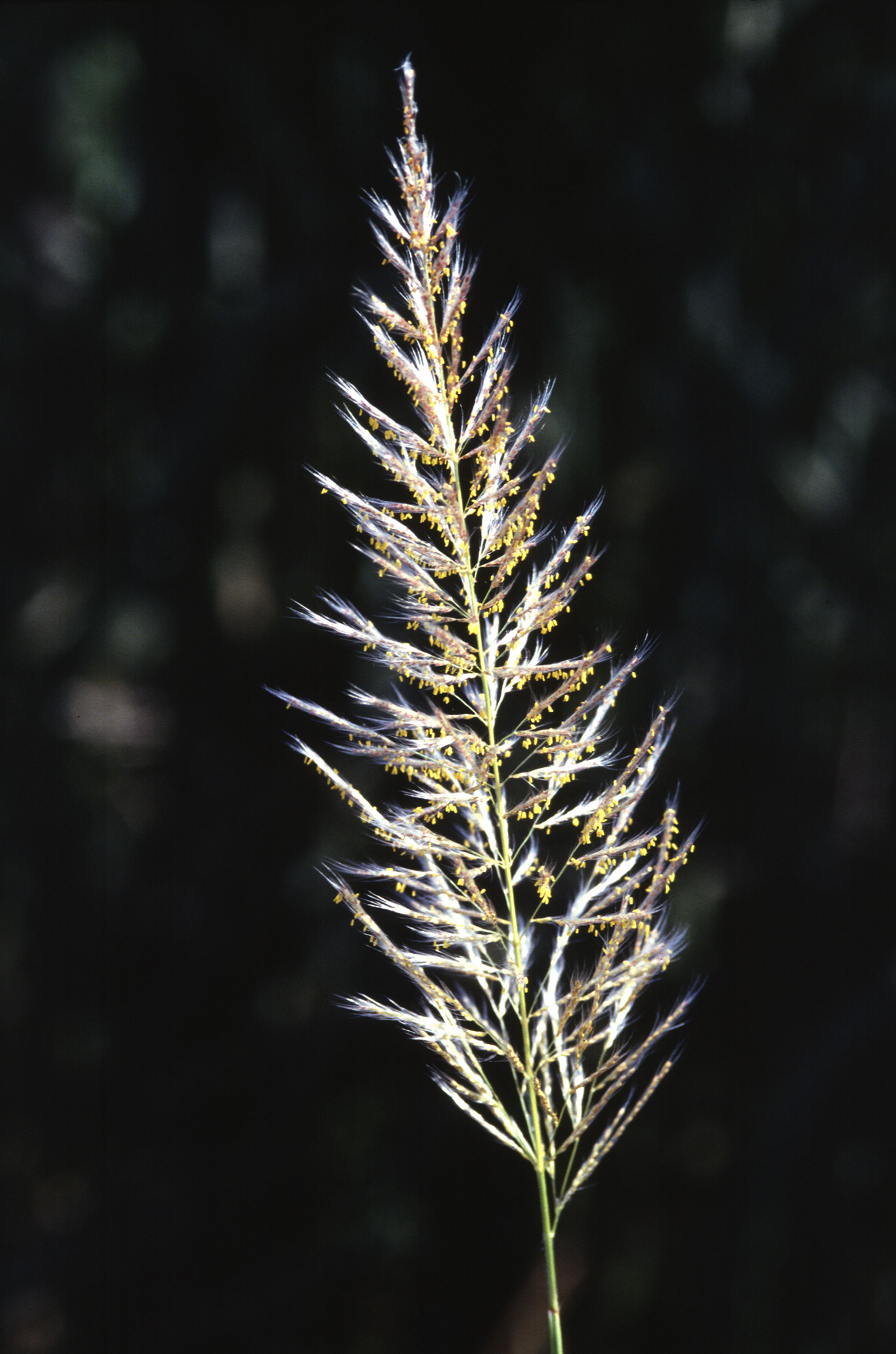
Соцветие

Многолетнее растение со стеблем высотой 1—4 м и диаметром до 1 см, часто полым.
Корневище удлинённое.
Листья сизые, голые.
Соцветие — метёлка с колосками размером 3—4 мм; вершина заострённая.
Цветёт и плодоносит с июля по сентябрь.
Диплоидный набор хромосом сильно разнится, от 2n = 40 до 128.

## Значение
Хорошее кормовое растение. Применяется также как техническое растение (эффективный восстановитель почв[уточнить]).

## Синонимы
Синонимичные названия:
- Imperata klaga Jungh.
- Imperata spontanea (L.) P.Beauv.
- Saccharum angustifolium Reinw. ex Buse nom. inval.
- Saccharum arenicola Ohwi
- Saccharum caducum Tausch
- Saccharum canaliculatum Roxb.
- Saccharum chinense Nees ex Hook. & Arn.
- Saccharum glaza Reinw. ex Blume
- Saccharum insulare Brongn.
- Saccharum juncifolium (Hack.) Jan.Ammal
- Saccharum klaga (Jungh.) Steud.
- Saccharum propinquum Steud.
- Saccharum semidecumbens Roxb.
- Saccharum speciosissimum Tausch
- Saccharum spontaneum var. arenicola (Ohwi) Ohwi
- Saccharum spontaneum var. insulare (Brongn.) Fosberg & Sachet
- Saccharum spontaneum var. juncifolium Hack.
- Saccharum spontaneum var. klaga (Jungh.) Hack.
- Saccharum spontaneum var. roxburghii Honda
- Saccharum stenophyllum Buse
- Tricholaena semidecumbens (Roxb.) Schult.